# Guardia Fronteriza Finlandesa
La Guardia Fronteriza Finlandesa (finés: Rajavartiolaitos) es la Agencia de seguridad nacional encargada de la seguridad de las fronteras de Finlandia. Es una organización militar, subordinada al Ministerio del Interior en cuestiones administrativas, y al Presidente de la República en cuestiones relativas a la autoridad del presidente como comandante en jefe, tales como el nombramiento de oficiales.
La Guardia consta de 11.600 efectivos, entre hombres y mujeres, además de 500 reclutas que no participan en tareas de vigilancia en tiempo de paz. En caso de conflicto, su personal sería incorporado total o parcialmente al grueso de las Fuerzas Armadas de Finlandia, y se llamaría a filas a aquellos que hubieran cumplido el servicio militar en este cuerpo.

## Funciones y competencias

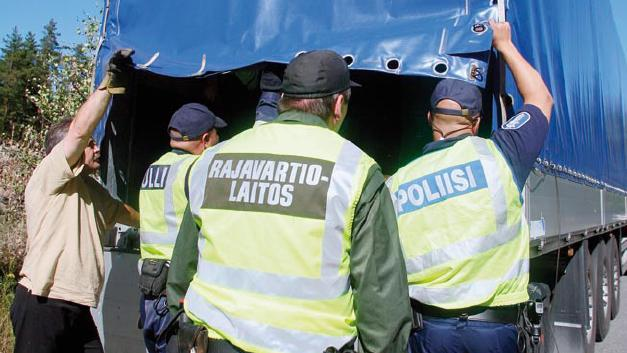
La policía y la Guardia Fronteriza tienen una estrecha colaboración.

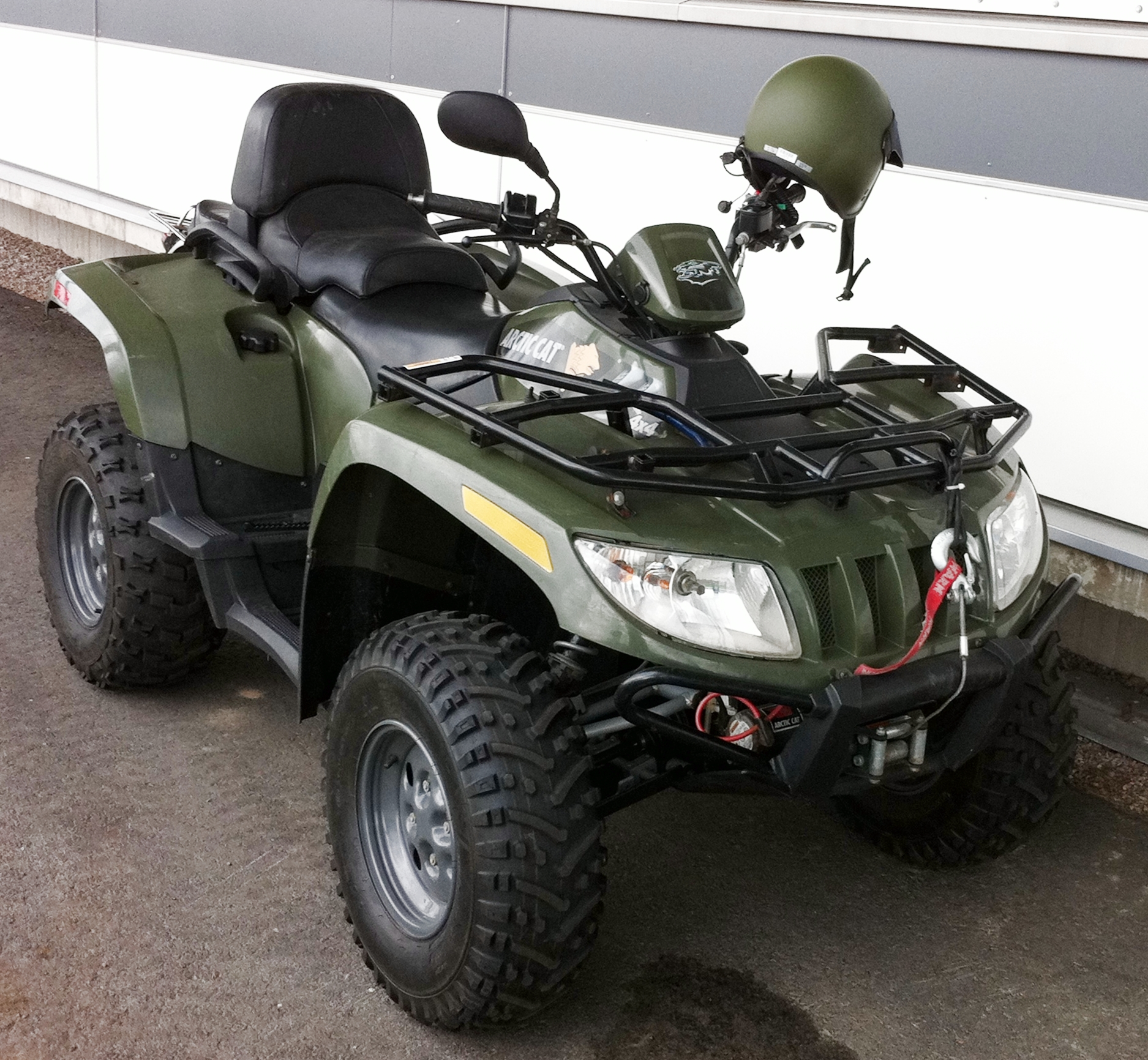
Un ATV Arctic Cat de la Guardia, en la frontera ruso-finlandesa

Las funciones principales de la Guardia Fronteriza Finlandesa son:
- Controlar la fronteras terrestres y las aguas territoriales de Finlandia.
- El control de pasaportes en aeropuertos, pasos fronterizos y puertos.
- Las operaciones de rescate (sobre todo en el mar y en zonas remotas de Laponia).
- Prestar ayuda a las autoridades, como el Departamento de Bomberos, en situaciones de emergencia como incendios forestales.
- Investigación de delitos relacionados con la actividad fronteriza.
- Control de las aduanas.
- Entrenamiento de reclutas para la guerra.
- Tácticas de guerrilla tras las líneas enemigas y patrullas de largo alcance (solo en tiempos de guerra).

Para el desempeño de sus funciones, la Guardia Fronteriza tiene algunos poderes policiales en las zonas donde opera. Puede, por ejemplo, detener a las personas y hacer registros en apartamentos o coches con arreglo a la misma legislación que la policía, a la hora de investigar un crimen. Sin embargo, se ha reservado el poder de detener a una persona solo a los oficiales al mando de destacamentos de control fronterizo, así como a comandantes de unidades mayores. En teoría la Guardia Fronteriza se utiliza para el mantenimiento del orden público en circunstancias normales, pero tiene equipos de respuesta rápida que pueden utilizarse para apoyar a la policía en situaciones excepcionales. Esto se ha efectuado varias veces en los últimos tiempos, para complementar a la policía antidisturbios en eventos donde existe un considerable riesgo de manifestaciones violentas. La unidad tiene también potestad para mantener el orden en sus propias instalaciones y sus inmediaciones. Para la práctica de sus ejercicios militares, cualquier miembro con el rango mínimo de capitán puede cerrar una zona temporalmente.

## Organización
La Guardia Fronteriza está organizada por distritos fronterizos que están dirigidos por unidades administrativamente. Están en el noreste (Carelia del Norte, Kainuu y Laponia). Las regiones del Golfo de Finlandia y la parte occidental de Finlandia, son distritos bajo la administración de los guardacostas. El cuerpo cuenta también con un escuadrón de patrulla aérea fronteriza y una Academia de Guardacostas.

## Equipo

### Buques
La guardia de fronteras opera:

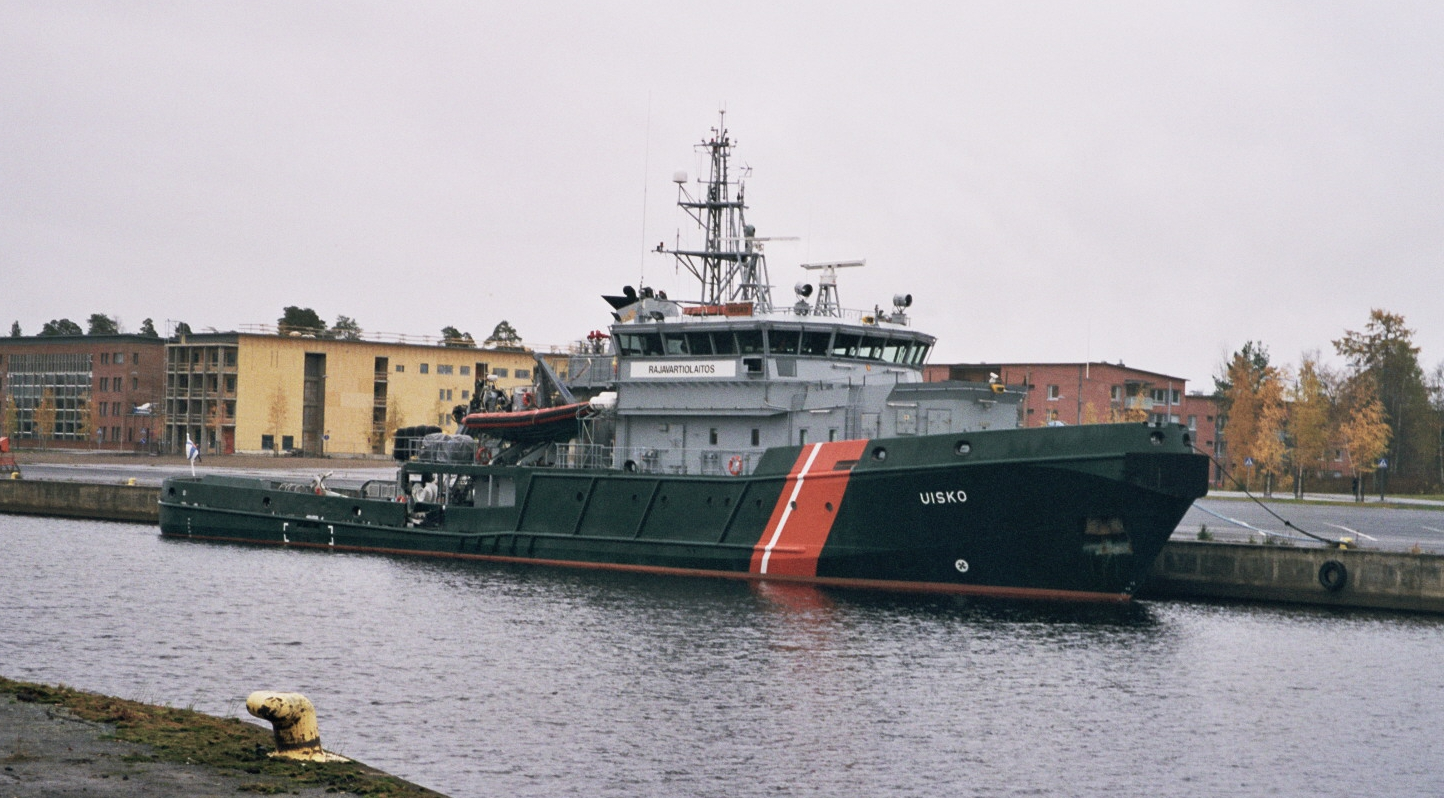
Patrullero VL Uisko

- 6 buques de patrulla clase Offshore (cuatro en Finlandia Occidental, dos en el golfo de Finlandia, con equipos de guerra antisubmarina.
- 7 aerodeslizadores (cinco en Finlandia Occidental, dos en el golfo de Finlandia).
- 81 lanchas de patrulla costera (56 en Finlandia Occidental, 25 en el golfo de Finlandia).
- 13 buques de patrulla clase Watercat (prorrogables a otros ocho).[1]

### Armas ligeras
Las armas ligeras usadas actualmente son:
- Rk 95 Tp (variante del Rk 62).
- Heckler & Koch G36
- pistolas Glock

### Aeronaves

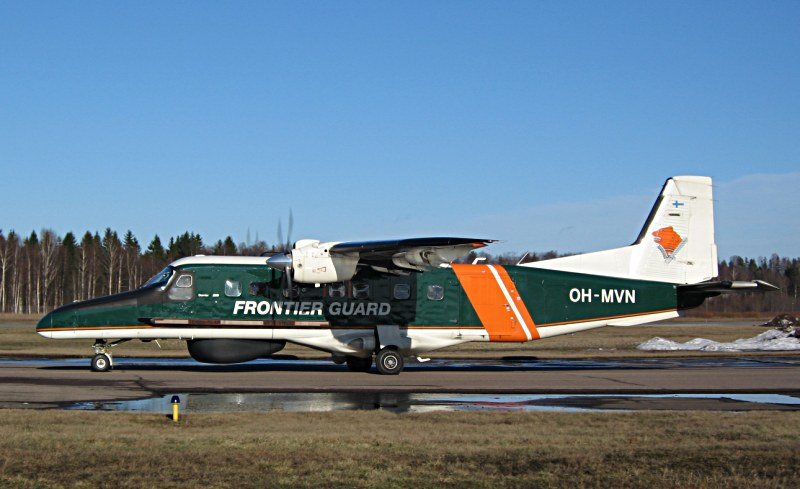
Dornier Do 228 de la Guardia Fronteriza

La Guardia Fronteriza opera con 13 aeronaves, 11 de ellas helicópteros. Los restantes Bell 206 y Bell 412, serán reemplazados por AW119.
| Aeronave              | Tipo                       | Versión         | Número | Notas                     |
| --------------------- | -------------------------- | --------------- | ------ | ------------------------- |
| Bell 206              | helicóptero utilitario     | AB 206B         | 3      | construido por Augusta    |
| AgustaWestland AW119  | helicóptero utilitario     | AW119Ke         | 4      | construido por Augusta    |
| Bell 412              | helicóptero de transporte  | AB 412 AB 412EP | 4 1    | construido por Agusta     |
| Eurocopter Super Puma | helicóptero de transporte  | AS 332L-1       | 3      | construido por Eurocopter |
| Dornier Do 228        | avión de patrulla marítima | Do 228-212      | 2      |                           |

## Historia

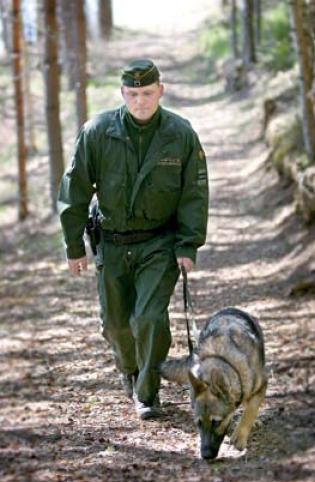
Un miembro de la Guardia Fronteriza patrullando con un perro.

Después de la guerra civil finlandesa, el control de las fronteras fue dado a las tropas fronterizas bajo el mando del Ministerio del Interior. Hasta 1945, solo la frontera rusa fue vigilada por la Guardia Fronteriza, en la sueca y la noruega solo tenían el control aduanero. En 1929 una Guardia Marítima independiente fue fundada para impedir el contrabando de alcohol desenfrenado causado por la prohibición finlandesa de éste (1919-1932).
Al comienzo de la Guerra de Invierno se llevaron a cabo nueve empresas de frontera en el istmo de Carelia. Al norte del lago Ladoga, los Guardias Fronterizos se separaron en seis batallones. Además en el norte de Petsamo la defensa quedó a cargo de la 10.ª compañía (10ª Erillinen komppania). Al final de la guerra, el mariscal Mannerheim dio al cuerpo el nombre de jägers fronterizos.
Durante la Guerra de Continuación, los Guardias Fronterizos se organizaron en 8 batallones, y más tarde, durante la Guerra de Laponia en una brigada.

## Actividades en curso

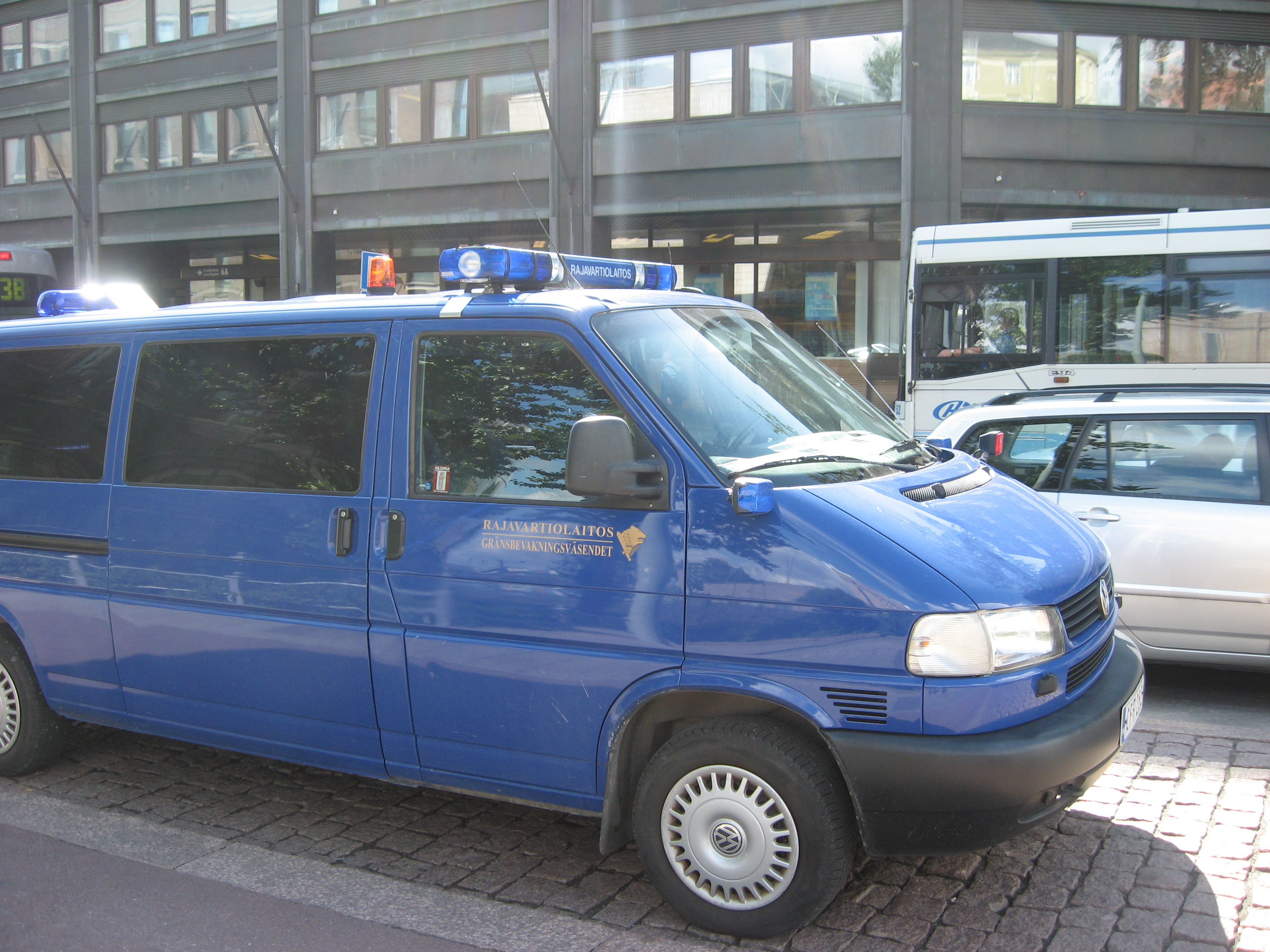
Furgoneta de la Guardia Fronteriza Finlandesa.

Después de la Segunda Guerra Mundial, los Guardias Fronterizos fueron colocados en todas las fronteras finlandesas. En la década de 1950, la Guardia Marítima se adjuntó a la Guardia Fronteriza. Desde entonces, la unidad ha tenido una buena imagen pública. es famosa por las habilidades de sus miembros al patrullar la frontera rusa cubierta de bosques, su eficacia en la captura de inmigrantes ilegales y por el hecho de ser la única gran autoridad de Laponia. En estas imágenes se asemeja a la imagen popular de la Real Policía Montada del Canadá. La Guardia Fronteriza de Finlandia es uno de los eslabones de la cadena de protectores de las fronteras exteriores de la Unión Europea y el Acuerdo de Schengen.
Cada distrito de la Guardia entrena a un número reducido de reclutas para patrullas de largo alcance. Estos reclutas, que sirven en diferentes compañías son en su mayoría voluntarios y preferentemente oriundos de zonas fronterizas; si bien son entrenados por la Guardia de Fronteras, no realizan misiones de control de frontera regular. La rivalidad entre los Guardias Fronterizos y las Fuerzas de Defensa finlandesas es generalmente alta.
El empleo en este cuerpo es muy solicitado, especialmente en el norte y este de Finlandia, donde sufren problemas de desempleo. Normalmente una vacante en la Guardia Fronteriza recibe al menos 50 aspirantes.